# كومنلاكسو

شعار كومنلاكسو.

كومنلاكسو (بالفنلندية: Kymenlaakso) (بالسويدية: Kymmenedalen)، إقليم فنلندي، عاصمته مدينة كوفولا. يحده أقاليم أوسيما الشرقية و‌بايات هامي، سافو الجنوبية، و‌كاريليا الجنوبية.